# Титовка (річка, Баренцове море)
Титовка — річка на півночі Кольського півострова в Мурманській області, Росія. Її довжина становить 83 кілометри, площа водозбірного басейну — 1320 квадратних кілометрів. Річка Титовка отримала назву за своїм гирлом — однойменною губою, яка раніше називалася Китовкою (Китовою губою). У Китовій губі, своєю чергою, часто на берег викидало китів. Пізніше назва губи трансформувалася з Китовки в Титовку.
Витік річки розташований на виході з озера Кошкаявр, впадає в губу Титовка Мотовської затоки Баренцова моря. Живлення здебільшого снігове. Найбільша притока Валасйоки. Населені пункти на річці: станція Титовка, Стара Титовка (нежитл.), Нова Титовка (нежитл.). По річці проходить більша частина кордону між Печензьким і Кольським районами. У 1920—1944 роках по річці проходив державний кордон між Радянським Союзом і Фінляндією.
За 15,5 км від гирла річку Титовка перетинає автомобільна дорога, що з'єднує Мурманськ із містом Заполярний, селищами Нікель Печенга та Лоустарі. За 49,4 км від гирла річку Титовка перетинає гілка залізниці Мурманськ — Нікель. Крім того, автомобільні мости розташовані за 1 і за 4 км від гирла.